# トロイ (ミシガン州)
トロイ（英語:Troy）は、アメリカ合衆国ミシガン州オークランド郡にある都市。デトロイトの郊外に位置している。人口は8万7294人（2020年）で、郡内最大、ミシガン州で13位。トロイはデトロイト都市圏北部の商業地区であり、多数のオフィス街と高級ショッピングモールのSomerset Collectionがある。日系企業も多数進出している。
2008年現在、CNN Moneyの「全米で最も住みやすい街」の22位であり、平均世帯収入が$79,000で「全米で住宅が値ごろな街」の4位である。

## 歴史

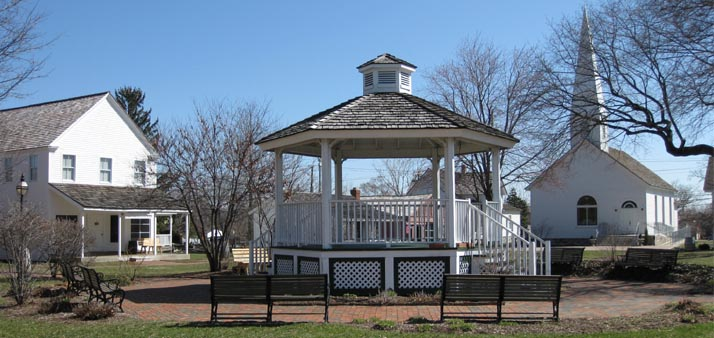
トロイ歴史博物館内に移築された昔の街並み　手前には展望台、後方には雑貨店と教会が見える。.

1819年にジョンソン・ナイルズが現在の北部中心部の土地を購入した。
その2年後から入植が始まり、4年後にアイラ・スミスが最初の住居と公立学校を建設する。
1827年5月28日にトロイが正式に町として発足し、1955年に市へと昇格し今日に至る。
1966年には州間高速道路75号線が開通し、トロイへのアクセスが容易になった。
トロイ歴史博物館(en:Troy Museum and Historic Village)には街の起源から今日に至るまでの街並みの変化が展示されている。
入植時代の丸太と泥で出来た家、18世紀の学校、雑貨店、鍛冶屋、教会、旧市庁舎など、10棟の建物は当時の状態のまま移築された物であり、1年を通じて利用者は中に入って当時の生活を窺い知る事が出来る。
広場の中心には展望台があり、毎年の祭りではパーティーに使われたり、当時のスタイルのバンドが演奏したりしている。
付近の多くの学校がこの博物館の見学を行い、教会は挙式にも使われる。

## 地理
アメリカ合衆国国勢調査局によると、この都市は総面積87.1 km2 (33.6 mi2) である。このうち86.9 km2 (33.5 mi2) が陸地で0.3 km2 (0.1 mi2) が水地域である。総面積の0.30%が水地域となっている。
東部標準時間帯に属し、平均標高は 228m（748ft）。

## 交通

### 空港
- オークランド・トロイ空港（en:Oakland-Troy Airport）(IATA: VLL)

オークランド郡が運営する郊外の小さな空港で、1,082 m x 18 m(3,550 ft x 60 ft)の滑走路が1本あるのみである。
ビジネス街や繁華街に近い事もあり、ビジネスマンや観光客がチャーター機、航空貨物を利用する。航空機のメンテナンス、給油等も可能である。
1946年から1995年まではビッグビーバー空港（en:Big Beaver Airport）(IATA: 3BB)も存在したが、利用客の減少と商業地としての地上げに逢い閉鎖された

### 高速道路
州間高速道路75号線がトロイの中心を南北に通っている（65,67,69,72番出口）

### 主な道路
参照(Mile Road System (Detroit))
東西に走る主要道路は、北から順に
- 20 Mile Road - South Boulevard (ロチェスターヒルズ市との境界)
- 19 Mile Road - Square Lake Road
- 18 Mile Road - E. Long Lake Road
- 17 Mile Road - Wattles Road
- 16 Mile Road - Big Beaver Road
- 15 Mile Road - Maple Road
- 14 Mile Road - (マディソンハイツ市との境界)

南北に走る主要道路は西から順に
- Adams Road (ブルームフィールドヒルズ市との境界)
- Coolidge Highway
- Crooks Road
- Livernois Road
- Rochester Road
- John R Road
- Dequindre Road (スターリングハイツ市との境界)

## 経済

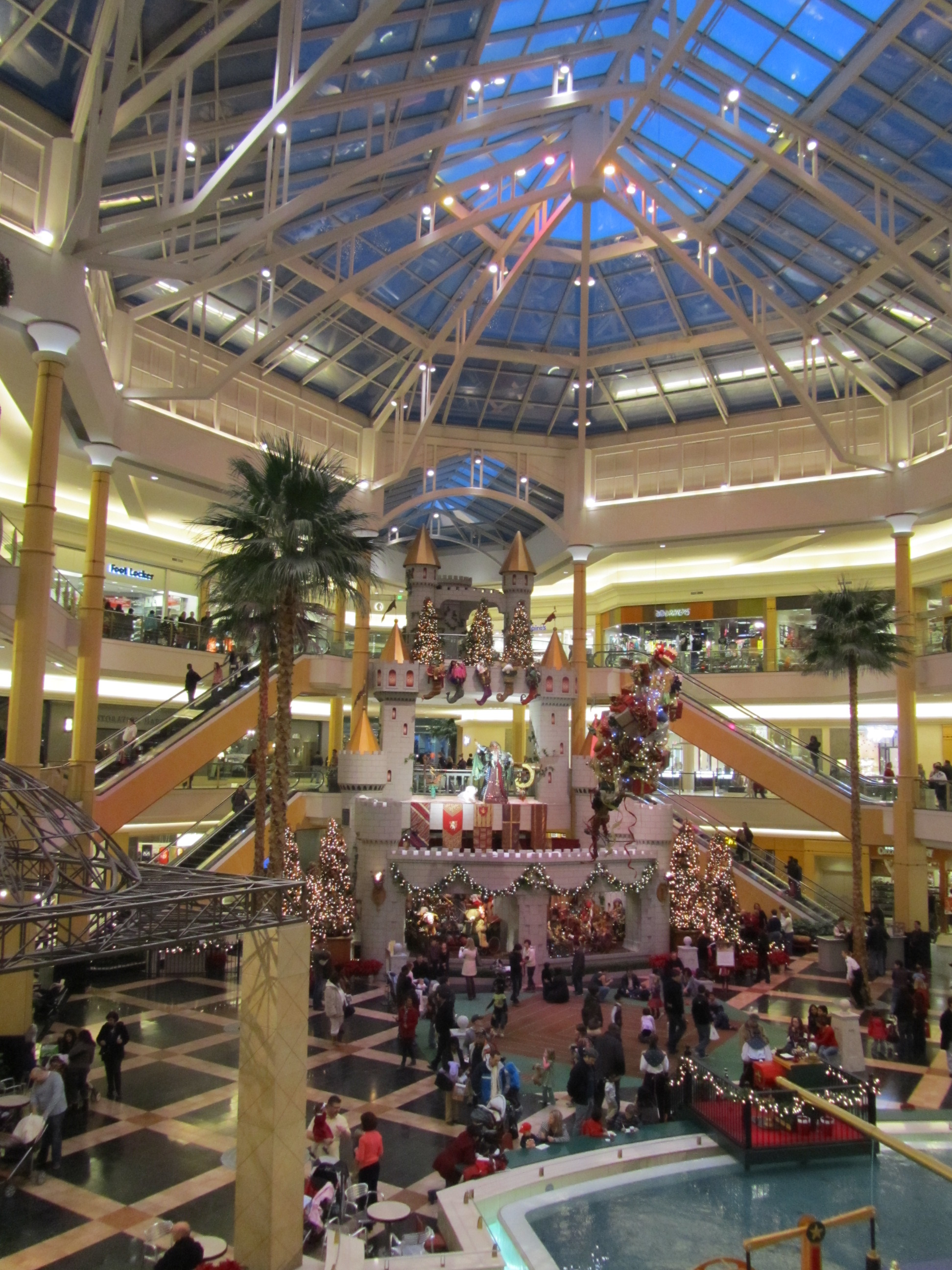
Somerset Collection

トロイは自動車と金融の街であり、多くの企業が本社を構えている。
資産価値を基準にした評価では、トロイはミシガン州でデトロイトに次いで2位である。
"The Top of Troy"はトロイで最も高いビルであり、PNC Financial Servicesが所有している。
(かつてはNational City Bankが所有していたがPNC Financial Servicesに吸収合併された)
Big Beaver Roadを跨いで南北の建物を繋ぐスカイデッキや、180以上の専門店が呼び物となっているSomerset Collection"と"Oakland Mall"という2つのショッピングモールがある。
2003年には、スポーツ・イラストレイテッド誌によって、「ミシガン州のスポーツタウン」と名付けられた。
これはミシガン州の都市でスポーツ関連の催しが最も多い事に由来する。
2005年の夏には、街の成立50周年を祝う為、陶器製の1.2m (4ft)の高さのビーバーの像が町中の到る所に飾られた。
ビーバーはトロイのシンボルで、街の産業道路である16 Mile Roadが"Big Beaver Road"と名付けられる所以である。
トロイスポーツセンターはNHLのデトロイト・レッドウィングスの公式トレーニング施設であり、
インドアサッカーやホッケーリーグ、地元高校のホッケーチーム等が使用している。

### 主な企業
- アルテアエンジニアリング

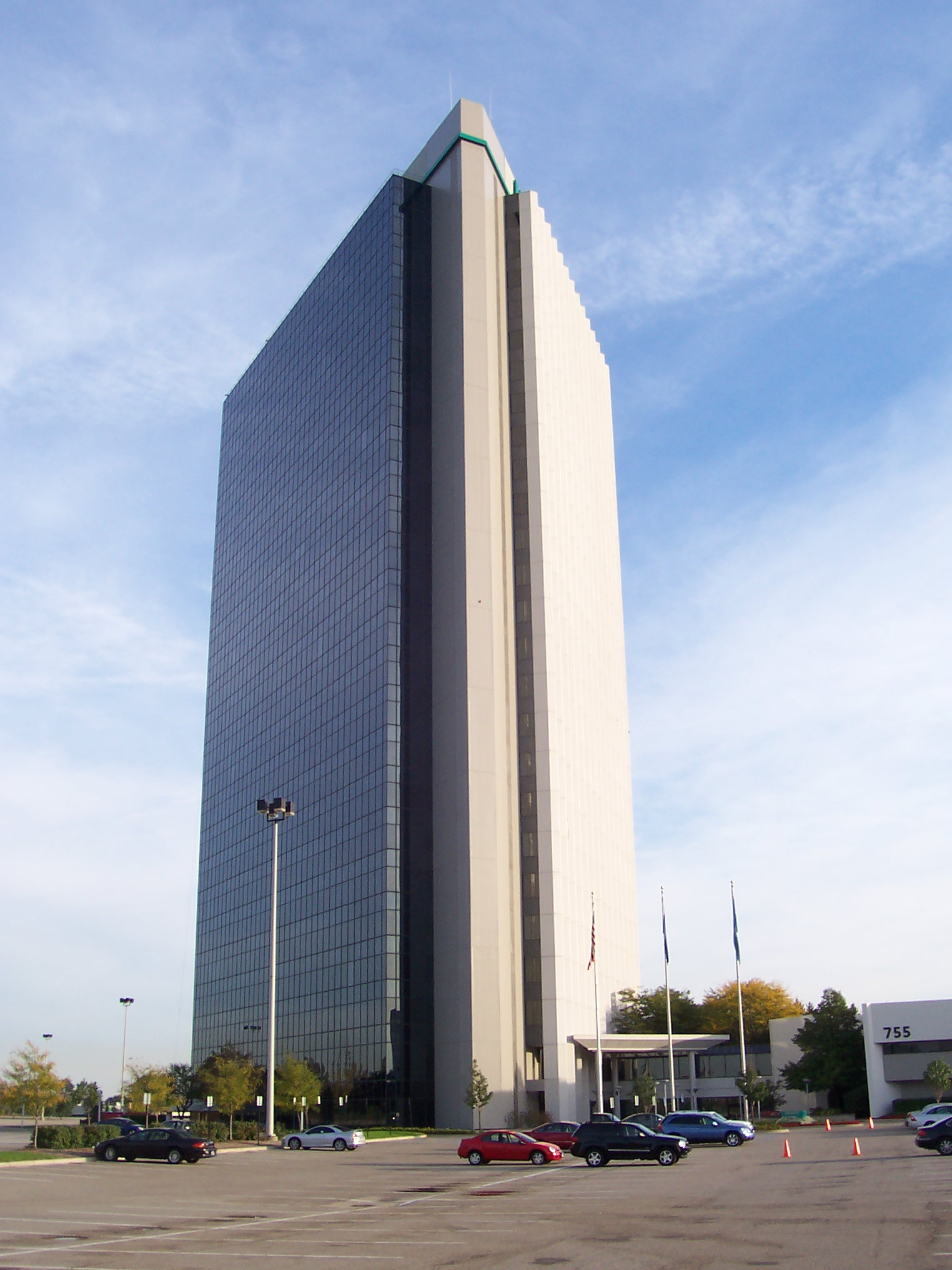
The Top of Troy.

- Anchor Bay Entertainment
- Behr(アメリカ支社)
- バンク・オブ・アメリカ(メジャー・センター)
- Collins & Aikman
- デルファイ・コーポレーション
- デュポン
- Entertainment Publications
- Flagstar Bank
- FTECH(エフテック)
- HORIBA Instruments Incorporated Troy Office(堀場製作所)
- INOAC USA INC.(イノアック)
- JDパワー
- KASAI North America Inc.(河西工業)
- Kelly Services
- The Kresge Foundation
- MABUCHI MOTOR AMERICA CORP.(マブチモーター)
- マグナ・インターナショナル
- Meritor
- MSSC INC.(三菱製鋼)
- NIFCO(ニフコ)
- Olga's Kitchen
- Rexair LLC
- Saleen Special Vehicles
- SAE
- Specter Werkes/Sports
- Starz Home Entertainment
- Syntel
- TOYODA GOSEI NORTH AMERICA CORPORATION(豊田合成)
- ティッセンクルップ
- The Woodbridge Company (US Headquarters)
- Ziebart
- Kmart (2005年までトロイに本社が存在した)

## 行政区
トロイの行政は「シティー・マネージャー制」をとっており、市長と6人の市議からなる市議会によって統治されている。
市議会は市政当官を任命し、日々の業務は市政担当官が管理する。
トロイはミシガン州議会議員の第41選挙区の南端に位置し、国家レベルでは第9選挙区である。
トロイは歴史的に右派であり、共和党の候補を選出する傾向にある。
しかしながら、最近はティム・バーンズ等の民主党の候補も選出する事がある。
2008年6月2日には、当時民主党の大統領候補であったバラク・オバマ大統領がオークランド郡を訪れた際、トロイ高校で演説をした。

### 出身者
- Ryan Field（スポーツキャスター）
- Sean Collins（NHLプレーヤー）
- Joe Faris（Project Runway (season 5)出場者）
- Hunter Foster（トニー賞ノミネートの俳優、歌手）
- Sutton Foster（トニー賞受賞のブロードウェイ女優、歌手、ダンサー）
- エレン・ホルマン（女優）
- Robert J. Huber（トロイ市長1959-1964、州議会議員、下院議員）
- Martin Klebba（パイレーツ・オブ・カリビアン、Scrubsに出演した俳優）
- Steve McCatty（元MLBピッチャー、コーチ）
- イワナ・ミルセヴィッチ（女優） (出生はユーゴスラビアであるが、5歳の時にトロイに移住)
- トモ・ミルセヴィッチ（サーティー・セカンズ・トゥ・マーズギタリスト、イワナ・ミルセヴィッチの弟)
- Bridget Regan（フロッギング・モリーメンバー、ミュージシャン）
- Hugh W. Sloan, Jr.（ウォーターゲート事件発覚のきっかけになった人物）
- Stillwater（映画「あの頃ペニー・レインと」の架空のロックバンド）
- アイリーン・ウォーノス（2003年の映画「モンスター」の基になった連続殺人犯）

## 人口動勢
以下は2010年現在の国勢調査 における人口統計データである。
基礎データ
- 人口: 80,959人
- 世帯数: 30,018世帯
- 家族数: 21,883家族
- 人口密度: 2,413.9人/mi2（932.0人/km2）
- 住居数: 30,872軒
- 住居密度: 920.5軒/mi2（355.4軒/km2）

人種別人口構成
- 白人: 82.30%
- アフリカン・アメリカン: 2.09%
- ネイティブ・アメリカン: 0.15%
- アジア人: 13.25%
- 太平洋諸島系: 0.02%
- その他の人種: 0.36%
- 混血:  1.82%

人口の1.46%がヒスパニックかラテンアメリカ人であり、ミシガン州で最もアジア人の比率が高い都市である。
年齢別人口構成
- 18歳未満: 26.2%
- 18-24歳: 6.7%
- 25-44歳: 29.8%
- 45-64歳: 27.1%
- 65歳以上: 10.2%
- 年齢の中央値: 38歳
- 性比（女性100人あたり男性の人口） 
  - 総人口: 98.1
  - 18歳以上: 94.8

世帯と家族（対世帯数）
- 18歳未満の子供がいる: 36.9%
- 結婚・同居している夫婦: 64.5%
- 未婚・離別・死別女性が世帯主: 6.0%
- 非家族世帯: 27.1%
- 単身世帯: 22.8%
- 65歳以上の老人1人暮らし: 7.8%
- 平均構成人数 
  - 世帯: 2.69人
  - 家族: 3.23人

収入と家計
- 収入の中央値 
  - 世帯: 84,330米ドル
- 家族: 101,271米ドル
  - 性別 
    - 男性: 66,475米ドル
    - 女性: 41,026米ドル
- 人口1人当たりの収入: 35,936米ドル
- 貧困線以下 
  - 対人口: 1.7%
  - 対家族数: 2.7%
  - 18歳未満: 2.2%
  - 65歳以上: 5.5%

## 文化

### メディア
デトロイト市をカバーしている主要日刊紙のDetroit Free Press及びDetroit Newsに加えて、ミシガン州南部全域をカバーしている以下のローカル紙が購買出来る。
- Daily Tribune[9](日刊紙)
- the Observer & Eccentric[10](隔週刊)
- the Troy Beacon
- the Troy Times[11]
- the Troy-Somerset Gazette

### 教育
トロイは全米レベルで模範的な学校がある事で知られており、
全米のBlueRibbon賞を6回、ミシガン州の模範学校賞を13回受賞している。
卒業率は99%で、95%は進学し、2%は兵役に就く。
トロイ高校とアセンズ高校はNewsweek誌の全米優良高校のベスト1000に選ばれている。
トロイ学区は毎年75人の生徒をインターナショナル・アカデミー高校(Bloomfield Hills市)に送り出しており、
この高校はNewsweek誌の全米優良公立高校の2位(2009年)にランクされている。
また、2008年にはインターナショナル・アカデミー高校の東校がトロイに開設された。
トロイ学区にある公立学校は以下の通り
小学校(Elementary School)
- Costello
- Hamilto
- Hill
- Bemis
- Leonard
- Martell
- Morse
- Barnard
- Schroeder
- Troy Union
- Wass
- Wattles

中学校(Middle School)
- Baker
- Boulan
- Larson
- Smith

高校(High School)
- アセンズ高校(Athens High School)
- トロイ高校(Troy High School)
- Niles Community High School
- インターナショナル・アカデミー高校 東校(International Academy East)

大学(私立大を含む)
- IADT大学デトロイト校 (International Academy of Design and Technology)
- ウォルシュ大学 (Walsh College)

- ミシガン州立大学経営学部 (Michigan State University)

- フェニックス大学(アリゾナ州)の分校 (University of Phoenix)
- ITT工科大学(インディアナ州)の分校 (ITT Technical Institute)
- セントラルミシガン大学(Mount Pleasant市)の分校 (Central Michigan University)
- スプリングアーバー大学(Spring Arbor市)の分校 (Spring Arbor University)

## その他
トロイには州間高速道路I-75の69番出口に「Exit69 Big Beaver Rd」と書かれた交通標識がある。
これはI-75のオハイオ州-ミシガン州の州境から「69マイルの距離にある出口でBig Beaver Roadと交差します」という意味であるが、高速道路の出口は「乗り降り」すること、69という数字とBeaver(ビーバー)の隠れた意味の偶然により、オーストリアのフッキングと同様に英語圏では知る人ぞ知る標識となっている。